# Campionato italiano 1945-1946 (pallacanestro maschile)
Il campionato italiano 1945-1946 è stata la ventiquattresima edizione del massimo campionato italiano di pallacanestro.
Fu la prima edizione dopo la sosta forzata a causa della guerra ed il campionato non ufficiale del 1944. Il campionato nazionale era stato interrotto nell'estate 1943 a causa della spaccatura operata dalla contemporanea invasione, dal sud, degli Alleati e, dal nord, dell'esercito del Terzo Reich.
Il secondo conflitto mondiale terminò nel maggio 1945. In autunno la Federazione Italiana Pallacanestro riuscì ad organizzare un campionato nazionale, ma non fu possibile creare le consuete categorie (Serie A, Serie B e Serie C). Nel 1945-1946 si tenne un campionato di pallacanestro a categoria "unica".
Per consentire alle squadre minori di partecipare, la federazione decise di rinunciare per la prima volta dopo diversi anni al girone unico. 
La prima fase si svolse a livello regionale, cui seguirono semifinali di qualificazione (Nord, Centro, Sud) e concentramenti finali a livello interregionale (Nord A, Nord B, Centro-Sud), le cui vincenti furono ammesse quindi alla fase finale a 3 (l'unica a livello nazionale).
Stante il numero delle iscritte (più numerose al Nord) le fasi di qualificazione furono differentemente articolate. 
- Al Nord le 6 prime dei gironi regionali erano ammesse direttamente ai 2 concentramenti finali interregionali (Nord A, Nord B). Mentre le seconde di ogni girone regionale Nord si qualificavano per le semifinali interregionali Nord, che si tenevano in 2 concentramenti, le cui vincenti venivano ammesse a completare altrttanti concentramenti di finali Nord-A di Varese e Nord-B di Reggio Emilia, che ammettevano le vincenti alla Finale Nazionale.
- Al Centro, le prime 2 dei gironi regionali erano ammesse ai 2 concentramenti di "semifinale Centro" che ammettevano le vincenti al Concentramento "Centro-Sud" di Foligno, che ammetteva la vincente alla finale nazionale.
- Al Sud, dopo le fasi regionali, si formarono 2 concentramenti di "semifinale Sud" che ammettevano le vincenti al Concentramento "Centro-Sud" di Foligno, che ammetteva la vincente alla finale nazionale.
- Le vincenti di questi 3 concentramenti (Nord-A, Nord-B, Centro-Sud) disputarono le partite di finale per lo scudetto nel concentramento di Viareggio, aggiudicato alla Virtus Bologna che conquistava il suo primo scudetto (dopo quattro secondi posti), battendo dapprima la Libertas Roma e poi la Reyer Venezia campione uscente, che a sua volta ha battuto i romani conquistando il secondo posto.

## Gironi regionali

### Qualificate alle Finali Nord e Semifinali Nord-A e Nord-B
- Piemonte: Ginnastica Torino,

- Liguria: Genoa, alle semifinali Nord-A: Ansaldo Genova

- Lombardia: Triestina Milano,  alle semifinali Nord-B Dop.Borletti Milano e Nord-A Onda Pavia

- Veneto: Reyer Venezia,  alle semifinali Nord-B: Vicenza

- Friuli Venezia Giulia: Ginnastica Triestina, alle semifinali Nord-A: San Giusto TS e Nord-B Edera TS

- Emilia-Romagna: Virtus Bologna, G.I., alle semifinali Nord-A: Ravenna e Nord-B Reggio Emilia.

### Qualificate alle Semifinali Centro
- Marche: Stamura Ancona, Sangiorgese Porto S.Giorgio
- Toscana: Edera Firenze, ASSI Firenze
- Umbria: Terni, Foligno
- Lazio: PTT Roma, Libertas Roma

### Qualificate alle Semifinali Sud
- Campania: AP Napoli, Vomero Napoli
- Abruzzi Molise: Teramo
- Puglie Calabria Basilicata: Taranto
- Sicilia: il Giglio Bianco Catania e il Banco di Sicilia Palermo sono stati ammessi alle semifinali Sud in seguito alla fase regionale, che si è disputata al campo del Cinema Giardino di Catania tra il 26 e il 28 aprile 1946. Ad essa hanno preso parte anche Agrigento e Trapani[1].

## Concentramenti di Qualificazione alle Finali Nord

### Qualificazione Nord-A - Concentramento di Genova

#### Classifica
|  |    | Classifica girone   | Pt | G | V | N | P | GF  | GS  |
|  | -- | ------------------- | -- | - | - | - | - | --- | --- |
|  | 1. | San Giusto Trieste  | 6  | 3 | 3 | 0 | 0 | 148 | 77  |
|  | 2. | Ansaldo Siac Genova | 3  | 3 | 1 | 1 | 1 | 103 | 101 |
|  | 3. | Onda Pavia          | 2  | 3 | 1 | 0 | 2 | 74  | 106 |
|  | 4. | Olimpia Ravenna     | 1  | 3 | 0 | 1 | 2 | 83  | 124 |

#### Risultati
| Genova 6 giugno 1946 | San Giusto Trieste | 51 – 20 | Onda Pavia |  |

| Genova 6 giugno 1946 | Ansaldo Genova | 37 – 37 | Olimpia Ravenna |  |

| Genova 7 giugno 1946 | Ansaldo Genova | 31 – 29 | Onda Pavia |  |

| Genova 7 giugno 1946 | San Giusto Trieste | 51 – 22 | Olimpia Ravenna |  |

| Genova 8 giugno 1946 | San Giusto Trieste | 46 – 35 | Ansaldo Genova |  |

| Genova 8 giugno 1946 | Onda Pavia | 36 – 24 | Olimpia Ravenna |  |

### Qualificazione Nord-B - Concentramento di Venezia

#### Classifica
|  |    | Classifica girone            | Pt | G | V | N | P | GF  | GS  |
|  | -- | ---------------------------- | -- | - | - | - | - | --- | --- |
|  | 1. | Dop.Borletti Olimpia Milano  | 6  | 3 | 3 | 0 | 0 | 151 | 95  |
|  | 2. | Nello Galla Vicenza          | 3  | 3 | 1 | 1 | 1 | 92  | 100 |
|  | 3. | Edera Trieste                | 2  | 3 | 1 | 0 | 2 | 130 | 96  |
|  | 4. | Giovane Italia Reggio Emilia | 1  | 3 | 0 | 1 | 2 | 70  | 152 |

#### Risultati
| Venezia 14 giugno 1946 | Dop.Borletti Olimpia Milano | 61 – 29 | Giovane Italia Reggio Emilia |  |

| Venezia 14 giugno 1946 | Nello Galla Vicenza | 37 – 28 | Edera Trieste |  |

| Venezia 15 giugno 1946 | Dop.Borletti Olimpia Milano | 48 – 31 | Nello Galla Vicenza |  |

| Venezia 15 giugno 1946 | Edera Trieste | 67 – 17 | Giovane Italia Reggio Emilia |  |

| Venezia 16 giugno 1946 | Dop.Borletti Olimpia Milano | 42 – 35 | Edera Trieste |  |

| Venezia 16 giugno 1946 | Giovane Italia Reggio Emilia | 24 – 24 | Nello Galla Vicenza |  |

## Gironi di Semifinale Centro-Sud

### Semifinale Centro-A Concentramento di Roma

#### Classifica
|  |    | Girone A romano 1945-46 | Pt | G | V | N | P | GF  | GS  | Quoz. |
|  | -- | ----------------------- | -- | - | - | - | - | --- | --- | ----- |
|  | 1. | Libertas Roma           | 4  | 3 | 2 | 0 | 1 | 128 | 71  | +57   |
|  | 2. | Edera Firenze           | 4  | 3 | 2 | 0 | 1 | 119 | 80  | +39   |
|  | 3. | Stamura Ancona          | 4  | 3 | 2 | 0 | 1 | 90  | 91  | -1    |
|  | 4. | Terni                   | 0  | 3 | 0 | 0 | 3 | 62  | 161 |       |

- La Delegazione Centro-Sud decise di classificare le 3 squadre alla pari utilizzando il quoziente canestri.
- La Libertas è ammessa alla finale Centro-Sud.

#### Risultati
| Roma 14 giugno 1946 | Libertas Roma | 55 – 16 | Terni |  |

| Roma 14 giugno 1946 | Stamura Ancona | 26 – 24 | Edera Firenze |  |

| Roma 15 giugno 1946 | Libertas Roma | 41 – 17 | Stamura Ancona |  |

| Roma 15 giugno 1946 | Edera Firenze | 57 – 22 | Terni |  |

| Roma 16 giugno 1946 | Edera Firenze | 38 – 32 | Libertas Roma |  |

| Roma 16 giugno 1946 | Stamura Ancona | 49 – 24 | Terni |  |

### Semifinale Centro-B Concentramento di Roma

#### Classifica
|  |    | Girone B romano 1945-46    | Pt | G | V | N | P | GF | GS  |
|  | -- | -------------------------- | -- | - | - | - | - | -- | --- |
|  | 1. | PTT Roma                   | 6  | 3 | 3 | 0 | 0 | 95 | 79  |
|  | 2. | A.S.S.I. Firenze           | 4  | 3 | 2 | 0 | 1 | 98 | 82  |
|  | 3. | VS Foligno                 | 2  | 3 | 1 | 0 | 2 | 88 | 101 |
|  | 4. | Sangiorgese P.to S.Giorgio | 0  | 3 | 0 | 0 | 3 | 84 | 103 |

#### Risultati
| Roma 14 giugno 1946 | PTT Roma | 36 – 26 | VS Foligno |  |

| Roma 14 giugno 1946 | A.S.S.I. Firenze | 38 – 26 | Sangiorgese |  |

| Roma 15 giugno 1946 | PTT Roma | 31 – 29 | Sangiorgese |  |

| Roma 15 giugno 1946 | A.S.S.I. Firenze | 36 – 28 | VS Foligno |  |

| Roma 15 giugno 1946 | PTT Roma | 28 – 24 | A.S.S.I. Firenze |  |

| Roma 15 giugno 1946 | VS Foligno | 34 – 29 | Sangiorgese |  |

### Semifinale Sud - Concentramento di Napoli

#### Classifica
|  |    | Classifica girone Sud-A | Pt | G | V | N | P | PtF | PtS |
|  | -- | ----------------------- | -- | - | - | - | - | --- | --- |
|  | 1. | Vomero Napoli           | 4  | 2 | 2 | 0 | 0 | 90  | 37  |
|  | 2. | D'alessandro Teramo     | 2  | 2 | 1 | 0 | 1 | 55  | 87  |
|  | 3. | Giglio Bianco Catania   | 0  | 2 | 0 | 0 | 2 | 59  | 80  |

- Non si è presentata il Banco di Sicilia di Palermo

#### Risultati
| Napoli 7 giugno 1946 | Vomero Napoli | 38 – 24 | Giglio Bianco Catania |  |

| Napoli 8 giugno 1946 | D'Alessandro Teramo | 42 – 35 | Giglio Bianco Catania |  |

| Napoli 7 giugno 1946 | Vomero Napoli | 52 – 13 | D'Alessandro Teramo |  |

### Girone di Semifinale Sud-B

#### Risultati
| Napoli 8 giugno 1946 | A.P. Napoli | 32 – 24 | Cantieri Tosi Taranto |  |

- Non si sono presentate l'Aeroporto di Taranto e il Taraschi di Teramo

## Gironi finali Interregionali

### Finale Nord A - Concentramento di Varese

#### Classifica
|  |    | Classifica                  | Pt | G | V | N | P | GF | GS  |
|  | -- | --------------------------- | -- | - | - | - | - | -- | --- |
|  | 1. | Reyer Venezia               | 6  | 3 | 3 | 0 | 0 | 99 | 66  |
|  | 2. | Triestina Milano            | 4  | 3 | 2 | 0 | 1 | 65 | 76  |
|  | 3. | Ginnastica Triestina        | 2  | 3 | 1 | 0 | 2 | 71 | 70  |
|  | 4. | Dop.Borletti Olimpia Milano | 0  | 3 | 0 | 0 | 3 | 81 | 104 |

#### Risultati
| Varese 20 giugno 1946 | Reyer Venezia | 28 – 27 | Ginnastica Triestina |  |

| Varese 20 giugno 1946 | Triestina Milano | 36 – 29 | Dop.Borletti Olimpia Milano |  |

| Varese 21 giugno 1946 | Ginnastica Triestina | 29 – 25 | Dop.Borletti Olimpia Milano |  |

| Varese 21 giugno 1946 | Reyer Venezia | 32 – 12 | Triestina Milano |  |

| Varese 22 giugno 1946 | Reyer Venezia | 39 – 27 | Olimpia Milano |  |

| Varese 22 giugno 1946 | Triestina Milano | 17 – 15 | Ginnastica Triestina |  |

- La Reyer Venezia fu ammessa alle Finali nazionali.

### Finale Nord B - Concentramento di Reggio Emilia

#### Classifica
|  |    | Classifica         | Pt | G | V | N | P | GF | GS  |
|  | -- | ------------------ | -- | - | - | - | - | -- | --- |
|  | 1. | Virtus Bologna     | 6  | 3 | 3 | 0 | 0 | 88 | 59  |
|  | 2. | San Giusto Trieste | 4  | 3 | 2 | 0 | 1 | 90 | 66  |
|  | 3. | Ginnastica Torino  | 2  | 3 | 1 | 0 | 2 | 72 | 91  |
|  | 4. | Genoa CFC          | 0  | 3 | 0 | 0 | 3 | 69 | 103 |

#### Risultati
| Reggio Emilia 26 giugno 1946 | Virtus Bologna | 26 – 19 | Ginnastica Torino |  |

| Reggio Emilia 26 giugno 1946 | San Giusto Trieste | 35 – 19 | Genoa |  |

| Reggio Emilia 27 giugno 1946 | Virtus Bologna | 31 – 15 | Genoa |  |

| Reggio Emilia 27 giugno 1946 | San Giusto Trieste | 30 – 16 | Ginnastica Torino |  |

| Reggio Emilia 28 giugno 1946 | Virtus Bologna | 31 – 25 | San Giusto Trieste |  |

| Reggio Emilia 28 giugno 1946 | Ginnastica Torino | 37 – 35 | Genoa |  |

- La Virtus Bologna fu ammessa alle Finali nazionali.

### Finale Centro-Sud - Concentramento di Foligno

#### Classifica
|  |    | Semifinale Centro-Sud 1945-46 | Pt | G | V | N | P | GF | GS |
|  | -- | ----------------------------- | -- | - | - | - | - | -- | -- |
|  | 1. | PTT Roma                      | 6  | 3 | 3 | 0 | 0 | 90 | 53 |
|  | 2. | Libertas Roma                 | 4  | 3 | 2 | 0 | 1 | 93 | 85 |
|  | 3. | AP Napoli                     | 2  | 3 | 1 | 0 | 2 | 55 | 82 |
|  | 4. | Vomero Napoli                 | 0  | 3 | 0 | 0 | 3 | 65 | 83 |

#### Risultati
| Foligno 28 giugno 1946 | A.P. Napoli | 25 – 24 | Vomero Napoli |  |

| Foligno 28 giugno 1946 | PTT Roma | 44 – 32 | Libertas Roma |  |

| Foligno 29 giugno 1946 | PTT Roma | 28 – 15 | AP Napoli |  |

| Foligno 29 giugno 1946 | Libertas Roma | 40 – 25 | Vomero Napoli |  |

| Foligno 30 giugno 1946 | PTT Roma | 18 – 15 | Vomero Napoli |  |

| Foligno 30 giugno 1946 | Libertas Roma | 30 – 19 | AP Napoli |  |

- La Libertas Roma, seconda classificata, fu ammessa alle Finali nazionali, per rinuncia dei Postelegrafonici (P.T.T.) di Roma causata dall'indisponibilità di alcuni giocatori.

## Finale Nazionale - Concentramento di Viareggio
Le finali si giocarono a Viareggio nel campo "Bertabello", oggi sede del Liceo Scientifico.

### Classifica
|  |    | Classifica finale 1945-1946 | Pt | G | V | P | PtF | PtS |
|  | -- | --------------------------- | -- | - | - | - | --- | --- |
|  | 1. | Virtus Bologna              | 4  | 2 | 2 | 0 | 88  | 66  |
|  | 2. | Reyer Venezia               | 2  | 2 | 1 | 1 | 90  | 51  |
|  | 3. | Libertas Roma               | 0  | 2 | 0 | 2 | 51  | 112 |

### Risultati
| Viareggio 26 luglio 1946 | Virtus Bologna | 53 – 35 | Libertas Roma |  |

| Viareggio 27 luglio 1946 | Reyer Venezia | 59 – 16 | Libertas Roma |  |

| Viareggio 28 luglio 1946 | Virtus Bologna | 35 – 31 | Reyer Venezia |  |

## Verdetti
- Campione d'Italia:  Virtus Bologna
  - Formazione: Gianfranco Bersani, Marino Calza, Carlo Cherubini, Galeazzo Dondi Dall'Orologio, Gianfranco Faccioli, Gelsomino Girotti, Giancarlo Marinelli, Luigi Rapini, Venzo Vannini. Allenatore: Renzo Poluzzi

- Classifica Finale Nazionale
  - 1. Virtus Bologna
  - 2. Reyer Venezia
  - 3. Libertas Roma
  - 4.p.m. Triestina Milano, San Giusto Trieste, PTT Roma
  - 7.p.m. Ginnastica Triestina, Ginnastica Torino, A.P. Napoli
  - 10.p.m. Olimpia Milano, Genoa, Vomero Napoli